# Rubens Maciel
Rubens Mário Garcia Maciel  (Santana do Livramento, 4 de agosto de 1913 -  25 de agosto de 2004)  foi um médico cardiologista e professor brasileiro.. Graduou-se em Medicina pela Faculdade de Medicina de Porto Alegre (atual UFRGS), em l937. Defendeu tese de livre docência em medicina (UFRGS, 1942), tese de livre docência em Clínica Propedêutica Médica (UFRGS, 1945) e tese de mestrado em Clínica Médica (UFRGS, 1947).
Foi presidente da Sociedade Brasileira de Cardiologia na qual também foi sócio fundador, e presidente da Associação Brasileira de Educação Médica (ABEM) durante os anos de 1970 a 1972.